# Certificat douanier en Russie
 (mars 2017).
Les compagnies réalisant ses activités économiques extérieures, régularisent des certificats douaniers de divers types. Pour certains types de production il n'y a pas de nécessité d'avoir le certificat de conformité. Mais il y a peu de ces types de production. Même si la marchandise importée n'est pas passible de certification obligatoire  dans la fédération de Russie, la société-exportateur étrangère ou la société-importateur russe doit avoir la lettre d'exemption de l'institut de recherches de certification en Russie, dans laquelle l'absence de nécessité de certification russe pour la douane se confirme.

## Les certificats douaniers dans le système GOST R
Pour le dédouanement des livraisons des marchandises de différents volumes et les ventes sur le territoire de la fédération de Russie il y a une nécessité de certification des produits et des services. Les certificats douaniers de sécurité des marchandises sont nécessaires pour la production inscrite dans la liste des marchandises qui sont passible de certification obligatoire selon les règlements de Gosstandart et du Comité d'État de Douane.
La Certification obligatoire dans le système GOST R  montre de la sécurité de production, des services et des travaux et se confirme par la marque de qualité (le signe «РСТ», le signe de Rostest).
Le principal objectif de certification GOST R  est la certification du large spectre de production (qui est passible de certification obligatoire), quand elle est importée sur le territoire de la fédération de Russie.
Les documents de certification d'origine des marchandises (formule «A») sont nécessaires pour les marchandises importées des pays de l'Union Européenne, des États-Unis, du Canada, de la République Tchèque, de la Slovaquie, de la Yougoslavie et de la Turquie qui se trouvent sous l'action des préférences tarifaires. Les certificats douaniers (formule СТ-1) sont régularisés pour les marchandises produites dans les pays de La communauté des États indépendants. La présence de ce document de certification permet de recevoir des avantages (quant aux droits d'importation).

## Les certificats douaniers sur les marchandises importées dans la fédération de Russie
Donc, sur les marchandises importées dans la fédération de Russie, les types de certificats suivants peuvent être nécessaires (ils donnent les droits à l'importation des marchandises par la douane de la fédération de Russie et les droits à la vente de production) :
- Le certificat de conformité (Certificat de conformité obligatoire GOST et Certificat de conformité volontaire GOST)
- Déclaration de conformité GOST R
- Le certificat de sécurité incendie
- La conclusion sanitaire et épidémiologique
- Lettre d'exemption dans le domaine de sécurité incendie
- Lettre d'exemption de L'institut de recherches de certification en Russie
- Certificat de sécurité incendie
- Déclaration de sécurité incendie
- Le certificat d'origine
- Les certificats écologiques l'Euro 2, l'Euro 3, l'Euro 4
- Le certificat de conformité de protection antidéflagrante
- La permission de l'application du Service fédéral de la surveillance écologique, technologique et atomique
- La conclusion d'ozone
- Certificat d'enregistrement d'Etat
- Certificat de conformité aux normes internationales ISO9001, ISO14001, OHSAS18001

Éclaircir la nécessité d'obtenir un certificat sur production et commander le document nécessaire pour l'importation et la vente de marchandise dans la fédération de Russie, on peut aux centres russes de certification .
En fonction de production, du domaine de son application, des codes attribués dans classificateurs russes, on définit la nécessité de certification et d'obtention des documents sur la marchandise . On peut obtenir l'information sur les certificats (qui sont obligatoires pour le dédouanement des marchandises importées sur le territoire de la fédération de Russie)  aux centres de certification, ainsi que d'autres documents et certificats nécessaires pour la vente de marchandise.